# 유숙 (가수)
유숙(劉淑, 1967년 ~ )은 대한민국의 여성 가수 겸 작사가이다. 본관은 강릉이다. 남편은 배우 김규철이며, 그와의 사이에 2남을 두었다.

## 생애
1978년 KBS 어린이 합창단으로 활동하였으며, 1990년 솔로 가수로 데뷔하였다. 대표곡으로 《우울한 그대에게》, 《외로운 날》, 《빈들》, 《사랑하고 싶어라야》등이 있다. 뮤지컬에도 출연한 적이 있다.